# Aligestión
Aligestión Integral, S.L., empresa radicada en Alicante, España, fundada en 1999.
Aligestión fue creada por el empresario alicantino Enrique Ortiz Selfa, propietario del Grupo Cívica, después de adquirir el paquete accionarial mayoritario del Hércules Club de Fútbol de Alicante, hasta entonces diseminado en las sociedades del empresario Antonio Asensio Pizarro.
Desde 1997, el Hércules entró en una crisis deportiva e institucional que lo llevó al borde de la desaparición. Fue entonces cuando hizo su entrada en escena este empresario alicantino, que adquirió el 95% de las acciones herculanas, poniéndolas a nombre de Aligestión, empresa creada únicamente para "tener" las acciones del club.
Posteriormente, Valentín Botella, constructor oriolano (Orihuela, provincia de Alicante), entró a formar parte del accionariado, adquiriendo el 20% de las acciones de Ortiz. 
En la actualidad son cuatro los propietarios de Aligestión y por tanto del Hércules CF: Ortiz, Botella, Huerga y Viejo.
- Estadio José Rico Pérez:

El 11 de mayo de 2007, el Hércules recompra el estadio que construyó y que tuvo que vender al Ayuntamiento de Alicante en 1994 para pagar deudas, y lo hace a través de la empresa que posee sus acciones. Por esta razón, hoy en día Aligestión tiene la propiedad del Hércules y de su estadio. 